# Мая со Стормшера
«Мая со Стормшера» (швед. Stormskärs Maja) — серия из 5 романов аландской писательницы Анни Блумквист (Anni Blomqvist; 1909—1990), опубликованная с 1968 по 1973 год.

## История создания

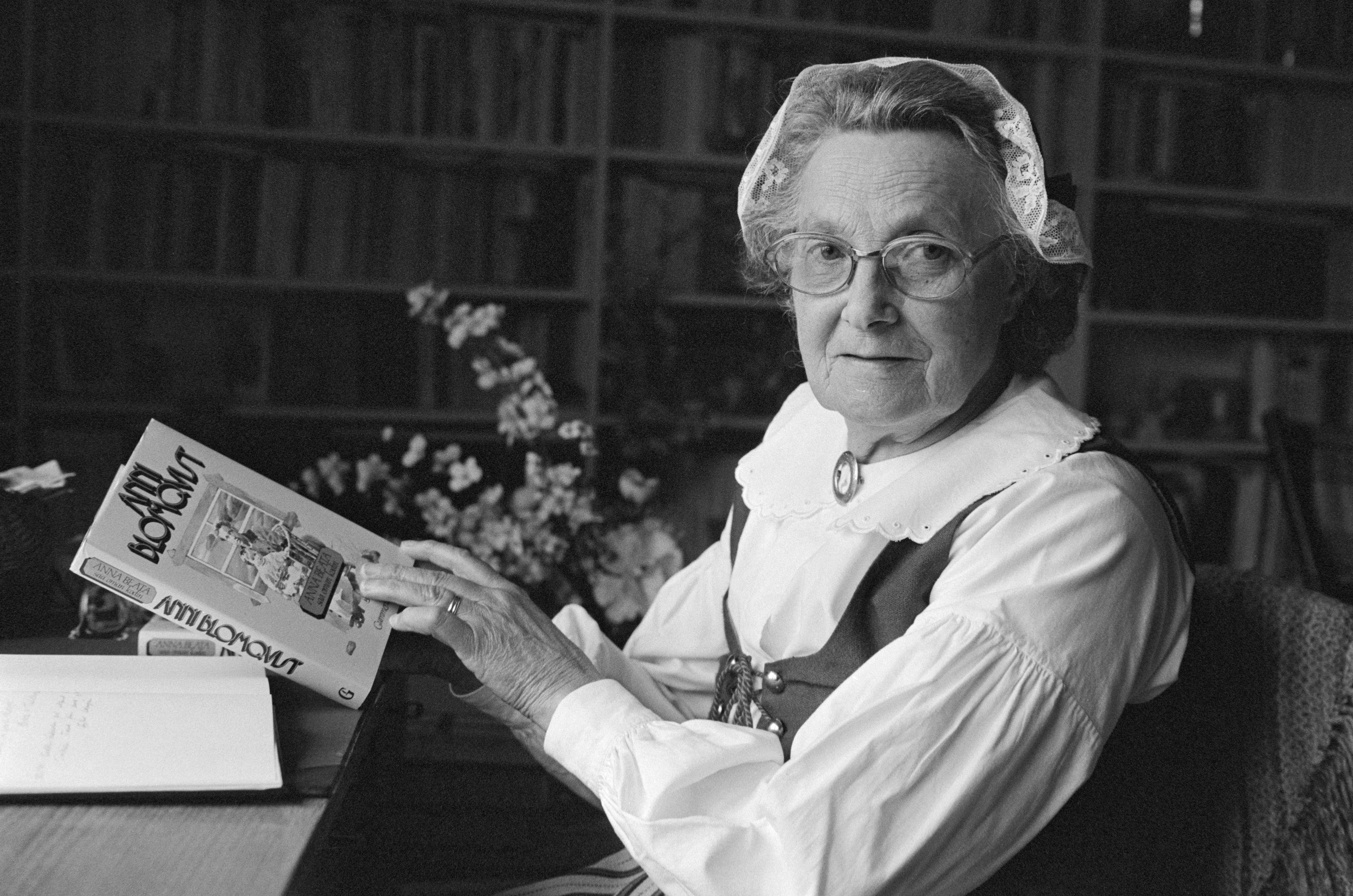
Писательница Блумквист, Анни в 1984 году

Книжная серия создана после того, как Блумквист стала известна благодаря своему дебютному роману I stormens spår, опубликованному в 1966 году.
В 1968 году на шведском языке опубликован первый роман серии о Мае в шведском издательстве LT и шведскоязычном издательстве Söderströms. Детские годы заглавной героини проходят на острове Симшела, расположенном севернее острова Вордё. На этом острове всю жизнь прожила автор романов Анни Блумквист.
Прототипом заглавной героини является Мария (Мая) Ловиса Микельсдоттер (Maria (Maija) Lovisa Mickelsdotter; 1824—1903), которая приходится Анни Блумквист двоюродной бабушкой. Она прожила свою жизнь на острове Ведершер. Ведершер расположен в Ботническом заливе на внешнем крае архипелага, к северу от острова Симшела.
В 1973 году опубликован пятый (и последний) роман о Мае.
В том же году первый роман опубликован в переводе финским издательством Gummerus. В 1975 году на финском языке опубликованы вторая и третья книги, в 1976 году — последние два романа о Мае.

## Состав серии
1. «Дорога на Стормшер[швед.]» (Vägen till Stormskäret, 1968)
2. «С морем как соседом[швед.]» (Med havet som granne, 1969)
3. «Мая[швед.]» (Maja, 1970)
4. «Я сражаюсь с морем[швед.]» (I kamp med havet, 1971)
5. «Дорога со Стормшера[швед.]» (Vägen från Stormskäret, 1973)

## Сюжет
Серия рассказывает о полной трудностей жизни заглавной героини Марии «Маи» Микельсдоттер на Аландских островах в составе Российской империи в период с 1842 по 1899 год, включая годы Крымской войны (1853—1856).
Начинается история с взросления Маи на семейной ферме в Вестергорде (Västergård) на острове Симшела. Мая живёт с отцом Микелем и матерью Сарой Лисой. У неё есть старшая сестра Анна, с которой они очень дружны, младшие сёстры Грета и Фия, а также младшие братья Ян, Андерс и Карл.
У Маи живое воображение и быстрый темперамент. Она верит в духов леса и моря.
Мая влюблена в Магнуса. Однако родители соглашаются выдать Маю за нищего, но амбициозного рыбака Юхана «Янне» Эрикссона (Johan ”Janne” Eriksson).
После долгой помолвки в 1847 году Мая и Янне женятся. У Янне нет земли и он перебирается с женой на необитаемый скалистый островок Стормшер (Stormskär), в 4 морских милях севернее. Молодожёны берут в кредит у богача древесину и строят при помощи родственников дом на острове.
Мая рожает дочь Марию, затем сыновей Августа, Микаэля и Зигфрида.
Начинается Крымская война. Янне бежит от британцев на материк, в Финляндию. Сын Маи — Микаэль тонет в море. А Мая рожает пятого ребёнка — Хиндрика, а затем Габриэля.
При пожаре в 1859 году сгорает дом. Янне и Мая с детьми и спасённым имуществом перебираются жить в сарай. С наступлением холодов они перебираются на остров Симшела.
Мая беременеет. Янне погибает, провалившись под лёд. Мая рожает Юханну.
Сын Маи, Август женится на Еве. Молодожёны перебираются на Стормшер. С ними остаётся жить Мая.
После смерти Августа, Мая и Ева с детьми возвращаются на остров Симшела.

## Сериал 1976 года
В 1975 году на острове Ведершер прошли съёмки сериала «Мая со Стормшера». События, происходящие в доме детства Маи, были сняты в Хаммарланде.
Первый эпизод вышел 6 апреля 1976 года на телеканале Yle TV1. Всего вышло 6 эпизодов. Сериал был показан в Швеции, Норвегии и Дании, а также продан в ФРГ, Польшу, Чехословакию и Югославию. Последний раз сериал показывали по финскому телевидению в 2007 и 2015 годах.
Режиссёром сериала выступил Оке Линдман, автором сценария — Бенедикт Зиллиакус.
Главные роли исполнили непрофессиональные актёры.
Музыку для сериала написал Лассе Мортенсон. В 1977 году выпущен музыкальный альбом Лассе Мортенсона skärgård saaristo archipelago & Stormskärs Maja.

## Фильм 2024 года
19 января 2024 года в Хельсинки состоялась премьера фильма «Мая со Стормшера». Сценаристом и режиссёром выступила Тийна Люми. Роль Маи исполнила Аманда Янссон, известная по популярному шведскому полицейскому сериалу «Тонкая синяя линия». Бюджет фильма составил более 4 млн евро.

## Мюзиклы
4 декабря 1991 года состоялась премьера мюзикла «Мая со Стормшера» в Рабочем театре Тампере. Мюзикл имел успех и неоднократно ставился в других театрах. В 2015 году была поставлена шведскоязычная версия в Шведском театре в Турку.
24 августа 2017 года состоялась премьера мюзикла «Мая со Стормшера» в Хельсинкском городском театре, приуроченная к 50-летию здания театра и празднованию 100-летия независимости Финляндии. Музыку написал Лассе Мортенсон (композитор сериала 1976 года), который умер до премьеры. Тексты песен написала Майя Вилккумаа.